# Familia Salesiana
Familia Salesiana hace referencia al conjunto de institutos, congregaciones y asociaciones que tienen como figura común la espiritualidad de don Bosco y de su sistema preventivo, inspirado a su vez en la figura de
San Francisco de Sales, y que han sido aprobadas oficialmente por la Congregación Salesiana y la Santa Sede, como verdadero camino de crecimiento espiritual. Cuatro grupos de la Familia Salesiana fueron fundados directamente por don Bosco: la Congregación Salesiana (SDB), las Hijas de María Auxiliadora (FMA), la Asociación de Salesianos Cooperadores (SSCC) y la Asociación de María Auxilio de los Cristianos (ADMA). Otros grupos serían fundados posteriormente a la muerte de don Bosco en 1888 y se integrarían paulatinamente a lo que se conoce como Familia Salesiana que posee un derrotero común conocido como Carta de identidad común de la Familia Salesiana de Don Bosco. El rector mayor de la Congregación Salesiana es el principal animador como sucesor de don Bosco. Para que un grupo pueda ser reconocido como miembro de la Familia Salesiana, debe ser aprobado por el Consejo General de los Salesianos de don Bosco.
Los salesianos trabajan en 132 países, y tienen una vasta red de obras que incluyen colegios, centros juveniles, parroquias, centros de atención al niño de la calle, centros misioneros y cooperación con organizaciones oficiales y no gubernamentales en beneficio de la juventud más necesitada. La Familia Salesiana está conformada por un gran número de institutos entre religiosos y laicos de los cuales los principales son la Sociedad de San Francisco de Sales, las Hijas de María Auxiliadora, la Asociación de Salesianos Cooperadores y la Asociación de Exalumnos Salesianos. Hay más de 90 000 000 salesianos en el mundo.

## Don Bosco como inspirador de la Familia Salesiana
La fundación de los tres principales grupos de la Familia Salesiana por don Bosco obedecieron a respuestas que el santo educador de Turín iba encontrando en su apostolado. El primer grupo fue el de los Salesianos fundado en [1859] con una doble dimensión: los sacerdotes y los coadjutores o laicos consagrados para la santificación y educación de los muchachos más necesitados. Como una respuesta de hacer dicho compromiso extensivo a las muchachas, don Bosco fundó con María Dominga Mazzarello las Hijas de María Auxiliadora en 1872, conocidas también como las hermanas salesianas en beneficio de las jóvenes. Estos dos primeros grupos tenían que ver con una opción religiosa, pero don Bosco soñaba su carisma educativo guiado también por personas que se sintieran unidos a su mismo espíritu, aún si no sentían una vocación religiosa como sacerdotes, hermanos o hermanas y para ellos fundó la tercera orden a la que llamaba los salesianos externos, es decir, los salesianos cooperadores fundados en 1876. Los tres grupos se unen en la figura de don Bosco como inspirador del sistema preventivo salesiano.

## Los grupos de la Familia Salesiana

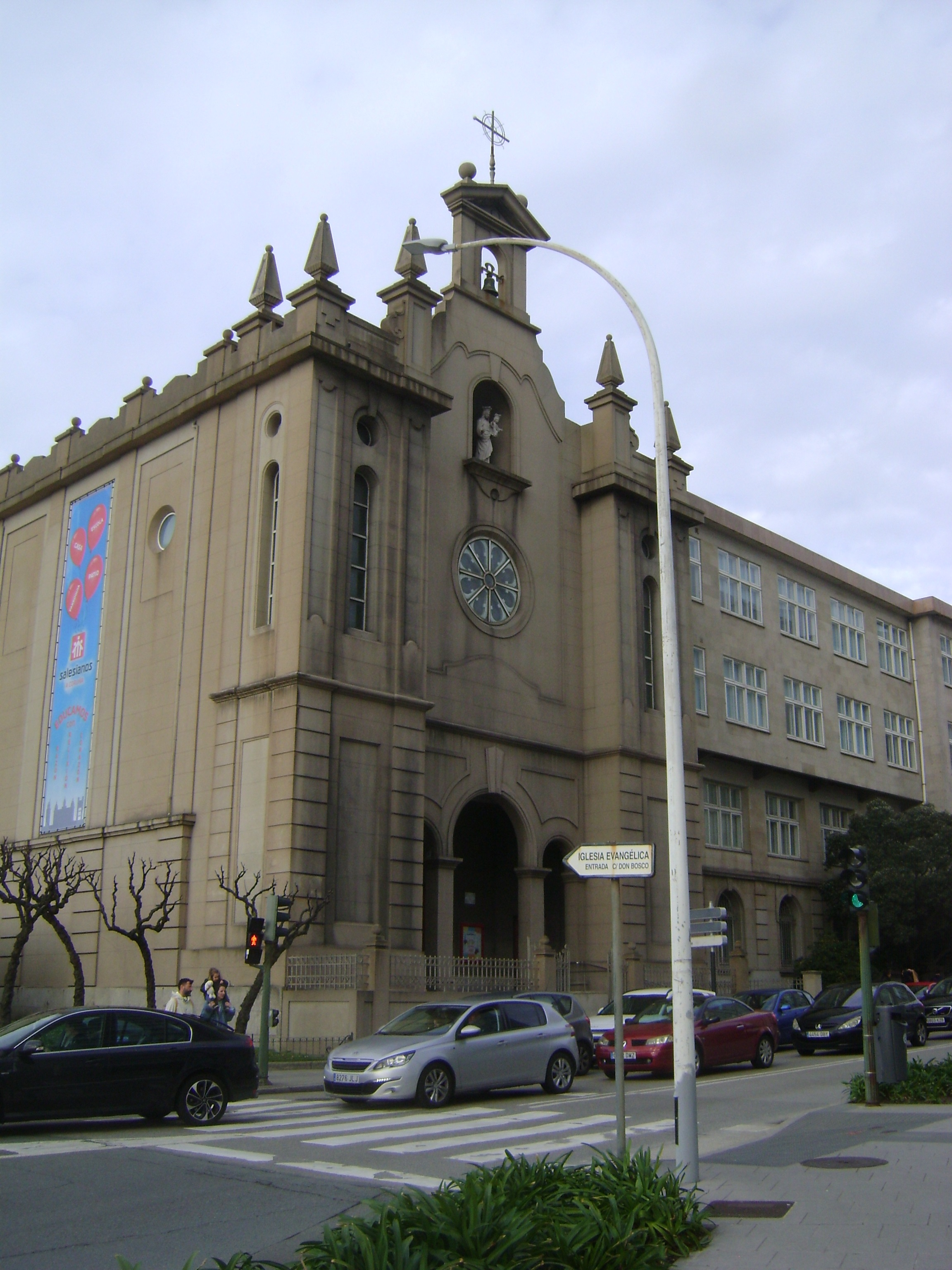
Colegio Salesianos de La Coruña, Galicia (España).

La expansión de la Familia Salesiana en más grupos después de la muerte de don Bosco demostró la capacidad de adaptación del carisma a nuevas realidades pastorales en beneficio de los jóvenes en el mundo. 
En 1917 Don Felipe Rinaldi fundó un cuarto instituto conocido como las Voluntarias de Don Bosco (VDB) con muchachas que asistían a Valdocco y querían abrazar la vida consagrada pero continuar dentro de la sociedad civil. Sería uno de los primeros institutos seculares cuyo reconocimiento oficial por parte de la Iglesia se daría con el Papa Pío XII en 1947. Primero se llamaron "Oblatas cooperadoras de San Juan Bosco'", pero después adoptaron el actual nombre en 1964. Fueron aprobadas por el Papa Pablo VI en 1978.
Don Rinaldi dio forma también a la Asociación de Exalumnos Salesianos en 1917 gracias a la iniciativa de un grupo de antiguos alumnos del primer Oratorio de Valdocco. Su origen se traza en una antigua visita que Carlo Gastini, exalumno, hizo con otros compañeros a don Bosco el 24 de junio de 1870 para agradecerle cuánto había hecho por ellos como muchachos. Con ellos estaba el padre Felice Reviglio quien se dedicó a buscar antiguos alumnos y pronto surgieron asociaciones de exalumnos en toda Italia hasta que en 1908 Don Rinaldi comienza a darles un mayor impulso. Como símbolo de estos primeros años de la asociación, permanece un monumento a don Bosco al centro de la Plaza María Auxiliadora en Valdocco donada por sus exalumnos.
En 1905 un joven sacerdote salesiano que testimonió los últimos días de don Bosco, fundó un instituto de religiosas que abrirían el carisma salesiano a una nueva dimensión: las Hijas de los Sagrados Corazones de Jesús y María con muchachas leprosas del Oratorio Salesiano de Agua de Dios (Colombia).  

### Grupos inscritos
La lista de los grupos inscritos en la Familia Salesiana:
| Nombre                                                        | Año  | Fundador                       | Reconocimiento |
| ------------------------------------------------------------- | ---- | ------------------------------ | -------------- |
| Salesianos de Don Bosco (SDB)                                 | 1859 | Don Bosco                      | 1874           |
| Hijas de María Auxiliadora (FMA)                              | 1872 | Don Bosco con Madre Mazzarello | 1872           |
| Asociación de Salesianos Cooperadores (SSCC)                  | 1841 | Don Bosco                      | 1876           |
| Asociación de María Auxilio de los Cristianos                 | 1869 | Don Bosco                      | 1989           |
| Apóstoles de la Sagrada Familia                               | 1889 | Guarino                        | 1984           |
| Hijas de los Sagrados Corazones de Jesús y María (HHSSCC)     | 1905 | Luis Variara                   | 1983           |
| Asociación de Exalumnos Salesianos                            | 1908 | Felipe Rinaldi                 | 1908           |
| Confederación de Exalumnos de María Auxilio de los Cristianos | 1908 | Felipe Rinaldi                 | 1988           |
| Voluntarias de Don Bosco (VDB)                                | 1917 | Felipe Rinaldi                 | 1978           |
| Salesianas Oblatas del Sagrado Corazón                        | 1933 | G. Cognata                     | 1983           |
| Hermanas de la Caridad de Miyazaki                            | 1937 | A. Cavoli                      | 1986           |
| Hermanas de Jesús Adolescente                                 | 1938 | V. Priante                     | 1988           |
| Hermanas Misioneras de María Auxilio de los Cristianos        | 1942 | Stefano Ferrando               | 1986           |
| Hermanas de María Inmaculada                                  | 1948 | L. La Ravoire M.               | 1982           |
| Hijas del Reinado de María                                    | 1954 | C. della Torre                 | 1996           |
| Misioneras Parroquiales de María Auxiliadora                  | 1961 | P. Andres Nemeth SDB           | 1990           |
| Asociación de Damas Salesianas (ADS)                          | 1968 | M. González                    | 1968           |
| Canção Nova (Canción Nueva)                                   | 1978 | Mons. Jonas Abib               | 2010           |
| Comunidad de la Misión de Don Bosco (CMB)                     | 1982 | Guido Pedroni                  | 2009           |
| Testigos del Resucitado                                       | 1984 | S. Palumbieri                  | 1999           |
| Voluntarios Con Don Bosco (CDB)                               | 1994 | Egidio Viganó                  | 1994           |